# Bruno di Augusta
Bruno di Baviera (992 circa – Ratisbona, 23 aprile 1029) fu vescovo di Augusta dal 1006 alla morte. Era il fratello minore dell'imperatore Enrico II.

## Biografia
Era un figlio di Enrico II, duca di Baviera (detto il Litigioso) e di Gisela di Borgogna. Era quindi fratello minore dell'imperatore Enrico II, l'unico imperatore del Sacro Romano Impero ad essere reso santo. Lui e suo fratello vennero istruiti da san Volfango di Ratisbona.
Bruno divenne in seguito un canonico di Hildesheim. Nel 1003 Bruno appoggiò la rivolta di Enrico di Schweinfurt, margravio di Nordgau, contro l'Imperatore. Quando la rivolta fallì, Bruno fuggì in Boemia e poi rimase per un po' alla corte di suo cognato, Stefano I d'Ungheria. Si riconciliò con suo fratello all'inizio del 1004 grazie agli sforzi di Stefano d'Ungheria.
Bruno è stato cancelliere per un anno prima di essere eletto vescovo di Augusta nel 1006, carica che ricoprì fino alla morte nel 1029. Come vescovo, incoraggiò gli sforzi di re Stefano d'Ungheria per convertire i pagani ribelli nella nuova fede.
La diocesi di Augusta raggiunse un grande splendore sotto il vescovo Bruno: restaurò alcuni monasteri in rovina, fondò la chiesa e il collegio di San Maurizio, collocò i monaci benedettini nella collegiata di sant'Afra e aumentò i possedimenti episcopali donando Straubing, parte della sua eredità.
Bruno fu esiliato nel 1024, forse per un disaccordo con Enrico sulla fondazione della diocesi di Bamberga. Bruno in seguito divenne un importante consigliere dell'imperatore Corrado II. Nel 1026 Bruno fu nominato reggente in Germania durante la spedizione di Corrado in Italia. Nello stesso anno Enrico V, duca di Baviera, fratello della moglie di Enrico II Cunigonda di Lussemburgo, morì di cause naturali. Bruno era il parente ed erede più prossimo, ma essendo un vescovo non poté rivendicare il titolo. Prima di partire per l'Italia, Corrado nominò suo figlio Enrico come suo erede e, essendo il vescovo uno statista esperto, lo nominò tutore di Enrico.
Durante l'assenza di Corrado, Guelfo III, conte di Svevia, saccheggiò la città di Augusta, impadronendosi del tesoro del vescovo. Bruno fuggì attraverso le Alpi, portando con sé il giovane Enrico e raggiunse Corrado in Italia. Al ritorno di Corrado, Guelfo fu imprigionato e costretto a restituire i frutti del saccheggio. Corrado nominò suo figlio Enrico duca di Baviera. Lo storico Herwig Wolfram suggerisce che la nomina di Bruno come tutore del giovane Enrico servisse a questo scopo.
Il vescovo Bruno morì a Ratisbona nel 1029 e fu sepolto nella chiesa di san Maurizio ad Augusta.

## Ascendenza
|                         |                        |                       | Genitori                |  |  | Nonni |  |  | Bisnonni             |  |  | Trisnonni                |  |
|                         |                        |                       |                         |  |  |       |  |  | Enrico l'Uccellatore |  |  | Ottone, duca di Sassonia |  |
|                         |                        |                       |                         |  |  |       |  |  | Enrico l'Uccellatore |  |  | Ottone, duca di Sassonia |  |
|                         |                        | Edvige di Franconia   |                         |  |  |       |  |  | Enrico l'Uccellatore |  |  |                          |  |
| Enrico I di Baviera     |                        |                       |                         |  |  |       |  |  | Enrico l'Uccellatore |  |  |                          |  |
|                         |                        | Matilde di Ringelheim | Teodorico di Ringelheim |  |  |       |  |  |                      |  |  |                          |  |
|                         |                        | Matilde di Ringelheim | Teodorico di Ringelheim |  |  |       |  |  |                      |  |  |                          |  |
|                         |                        | Matilde di Ringelheim | Rainilde di Frisia      |  |  |       |  |  |                      |  |  |                          |  |
| Enrico II di Baviera    |                        | Matilde di Ringelheim |                         |  |  |       |  |  |                      |  |  |                          |  |
|                         |                        | Arnolfo di Baviera    | Liutpoldo di Baviera    |  |  |       |  |  |                      |  |  |                          |  |
|                         |                        | Arnolfo di Baviera    | Liutpoldo di Baviera    |  |  |       |  |  |                      |  |  |                          |  |
|                         |                        | Arnolfo di Baviera    | Cunegonda di Svevia     |  |  |       |  |  |                      |  |  |                          |  |
| Giuditta di Baviera     |                        | Arnolfo di Baviera    |                         |  |  |       |  |  |                      |  |  |                          |  |
|                         |                        | Giuditta del Friuli   | Eberardo del Friuli     |  |  |       |  |  |                      |  |  |                          |  |
|                         |                        | Giuditta del Friuli   | Eberardo del Friuli     |  |  |       |  |  |                      |  |  |                          |  |
|                         |                        | Giuditta del Friuli   | Gisella                 |  |  |       |  |  |                      |  |  |                          |  |
| Bruno di Augusta        |                        | Giuditta del Friuli   |                         |  |  |       |  |  |                      |  |  |                          |  |
|                         | Rodolfo II di Borgogna | Rodolfo I di Borgogna |                         |  |  |       |  |  |                      |  |  |                          |  |
|                         | Rodolfo II di Borgogna | Rodolfo I di Borgogna |                         |  |  |       |  |  |                      |  |  |                          |  |
|                         | Rodolfo II di Borgogna | Willa di Provenza     |                         |  |  |       |  |  |                      |  |  |                          |  |
| Corrado III di Borgogna | Rodolfo II di Borgogna |                       |                         |  |  |       |  |  |                      |  |  |                          |  |
|                         |                        | Berta di Svevia       | Burcardo II di Svevia   |  |  |       |  |  |                      |  |  |                          |  |
|                         |                        | Berta di Svevia       | Burcardo II di Svevia   |  |  |       |  |  |                      |  |  |                          |  |
|                         |                        | Berta di Svevia       | Regelinda di Zurigo     |  |  |       |  |  |                      |  |  |                          |  |
| Gisella di Borgogna     |                        | Berta di Svevia       |                         |  |  |       |  |  |                      |  |  |                          |  |
|                         |                        | -                     | -                       |  |  |       |  |  |                      |  |  |                          |  |
|                         |                        | -                     | -                       |  |  |       |  |  |                      |  |  |                          |  |
|                         |                        | -                     | -                       |  |  |       |  |  |                      |  |  |                          |  |
| Adelaide di Bellay      |                        | -                     |                         |  |  |       |  |  |                      |  |  |                          |  |
|                         |                        | -                     | -                       |  |  |       |  |  |                      |  |  |                          |  |
|                         |                        | -                     | -                       |  |  |       |  |  |                      |  |  |                          |  |
|                         |                        | -                     | -                       |  |  |       |  |  |                      |  |  |                          |  |
|                         |                        | -                     |                         |  |  |       |  |  |                      |  |  |                          |  |